# 手島里華
手島 里華（てじま りか、1972年5月29日 - ）は、ジャーナリスト、フリーアナウンサー。元ニッポン放送、TOKYO FM、J-WAVEのアナウンサー。

## 来歴
東京都出身。立教大学文学部心理学科に進学。在学時は放送研究会に所属にしており、研究会の同期にはラジオ福島のアナウンサーである小川栄一がいる。また、コミュニティFM局でニュース読みのアルバイトをしていた。
1995年3月、同大卒業後の同年4月、ニッポン放送に入社。同期は、現：ナレーターで同じく同局アナウンサーであった山岡和美。入社以後、『トヨタ 飛び出せ街かど天気予報』のリポーターとしてバラエティ番組にも出演し、朝の情報番組では報道取材を行なっていた。しかし、手島は元来報道に拘りたい想いを抱いており、同局編成局報道部所属で報道専従では無く、編成部アナウンサー室所属であるためバラエティ等の仕事に耐性が無く、1997年5月末付にてニッポン放送を退職し、同年TOKYO FMに移籍。報道・情報センター所属となり、朝の情報番組や報道取材を担当。2005年5月30日に放送された報道特別番組『ザ・ライン〜僕たちの境界線」』にナレーターとして出演し、第1回日本放送文化大賞ラジオ準グランプリ受賞。
しかし、2006年6月末付でTOKYO FMを退職し、同年9月、同業他局であるJ-WAVEに再度移籍。J-WAVEでは開局以来、専属のアナウンサーがおらず、ニュースなどのアナウンス業務はすべてプロダクション所属のフリーアナウンサーが担っていた事などから手島はプロデューサー職として入局したものの、その実績からアナウンス業務も行っていた。2007年4月、プロデューサー職から正式に同局初の局所属のアナウンサーとなった。なお、J-WAVEでは手島以外に専属アナウンサーの採用を2022年現在も行っていないため、手島が同局で唯一の専属アナウンサーとなっていた。
育休中の2011年から夫の仕事都合でカリフォルニア州ロサンゼルスに移住。2013年6月末付で、J-WAVEを退職。フリーアナウンサーとして同年10月より日系テレビ局UTBのキャスターを務め、「ジャーナリスト」としてロサンゼルス情報を発信しており、番組によっては日本の放送局の番組にも出演している。

## 人物
- プライベートでは、2010年5月29日産休を取得するを発表し、7月に第一子を出産した。その後、育休を3年取得し、J-WAVEの仕事に復帰しようとしたが、配偶者の仕事の都合でそのまま退職する運びとなった[1]。
- 趣味がマラソンとトレイルランニングで、マラソンは一般ランナーで有りながら3時間を切る位のタイムである。また、東京マラソン2007、2008に出走し完走している。また、J-WAVE時代は会社の自席に緊急時に履けるランニングシューズを備えて置いていた[6]

## 出演番組

### 現在

#### ラジオ
- LA Morning（TSJ） - 2018年6月2日 -
- Sweet Digs LA（TSJ・FM-FUJI） - 2018年6月2日 -
- Hallo America（Sakura Radio USA） - 2022年4月6日 -

### 過去

#### ニッポン放送時代
- 高嶋ひでたけのお早よう!中年探偵団
- 鶴光の噂のゴールデンアワー※トヨタ 飛び出せ街かど天気予報
- ひがのりおのみんなのラジオ!日曜版 - 1995年 - 1996年3月31日

#### TOKYO FM時代
- MAGICAL DASH!（月曜日・木曜日）
- toto〜calcio da J LEAGUE
- 立花裕人のMORNING FREEWAY
- 新宿三越 La★La★ナイト!!
- インフォ・マックス
- ミックス・ビート!!
- VOICE YOUR HEART - 2004年2月11日
- コスモアースコンシャスアクト ずっと地球で暮らそう。#百万人のメッセージ
- Vodafone live!・Music Community

#### J-WAVE時代
- J-WAVE LIFE INFORMATION
- J-WAVE EC ONLINE TOKYO PREMIA メインナビゲーター。
- J-WAVE Brand-new J Seven Seas メインナビゲーター
- 在京民放ラジオ6局同時生放送 ”緊急地震速報”民放ラジオはこう伝える（在京民放ラジオ6局） - 2008年1月17日
- J-WAVE GOOD MORNING TOKYO - 2007年9月3日 - 9月14日
- STILL SHINE

#### フリー以後
- お早う! ニュースネットワーク（ニッポン放送） - 2020年3月19日、6月2日